# Estado del Río Nilo
Río Nilo (Nahr an Nil) es uno de los 18 estados de Sudán. Tiene un área de 122.123 km² y una población estimada de 900.000 (2000). Ad-Damir es la capital del estado. Un poco al norte se encuentra el pueblo de Atbarah.
- Datos: Q849297